# Trentepohlia ramisiana
Trentepohlia ramisiana är en tvåvingeart som först beskrevs av Riedel 1914.  Trentepohlia ramisiana ingår i släktet Trentepohlia och familjen småharkrankar.
Artens utbredningsområde är Kenya. Inga underarter finns listade i Catalogue of Life.